# 김건우 (육상 선수)
김건우(1980년 2월 29일 ~ )는 대한민국의 육상 선수이다. 그는 아시안 게임에서 메달을 2번 (2006, 2010) 획득했다.
김건우는 2007년 세계 육상 선수권 대회에서 자국을 대표했다. 그는 10종경기에서 7824점의 한국 기록을 보유하고 있다.

## 경력
그는 2000년 아시아 육상 선수권 대회 10종경기에서 마루오노 히토시 뒤에서 은메달을 획득했다. 그는 그 해에 열린 전국 선수권 대회 10종경기에서 처음으로 우승했고 2001년부터 2006년까지 5번 더 우승했다. 그는 2001년 하계 유니버시아드 대회에 출전했지만, 종합 15위에 머물렀다.
김건우는 2005년 전국 선수권 대회에서 7774점으로 또다른 최고 기록을 세웠다. 그는 2005년 인천 아시아 육상 선수권 대회에서 은메달을 획득했다. 아시아 기록 보유자 드미트리 카르포프는 2006년 아시안 게임에서 확실한 우승자였지만 김건우는 비탈리 스미르노프 뒤에서 간신히 동메달을 땄다.
그는 2007년 아시아 육상 선수권 대회에 출전했지만, 5위에 머물렀다. 김건우는 2007년 오사카 세계 육상 선수권 대회에서 세계 무대에 데뷔했다. 그는 장대높이뛰기에서 이겼고 110m 허들에서 21위를 했다. 그의 예선 탈락에도 불구하고, 그는 1500m 경기 결승전에서 가장 빠른 선수였다.
거의 3년동안의 공백기가 있었고, 그는 2010년 아시안 게임에 출전하기 위한 조치로 복귀했다.